# Russell Lissack
Russell Lissack (Chingford, Waltham Forest, 11 de março de 1981) é um guitarrista britânico atualmente na banda Bloc Party.

## Biografia
Russell Lissack é um guitar hero improvável. Ele cresceu em Chingford, uma pequena cidade nos arredores de Londres, e foi sempre considerado como um indivíduo, tímido introvertido. Russell desenvolveu uma adoração cedo para Prince, que o levou a seu primeiro concerto. A experiência, embora ligeiramente debochado para sua pouca idade, Russell mostrou que a música era ao mesmo tempo uma chamada e uma liberação para ele. Aos 15, ele adquiriu sua primeira guitarra e começou a praticar por horas para desbloquear as técnicas atrás de suas canções favoritas. Ele tomou algumas lições, mas rapidamente as abandonou, sua mentalidade era (e ainda é) que a experimentação livre conduziria à partes de guitarra mais originais e interessantes. 

Apesar de Russell e Kele Okereke ligado logo após a escola secundária, os dois jovens ainda prosseguido os seus graus distintos. Russell estudou sociologia na South Bank University, mas sua dedicação à música que ele estava criando com Kele era inabalável. Quando chegou a hora de comprometer-se totalmente a banda, Russell se retirou da universidade apenas um semestre antes de ele ser devido a pós-graduação. No entanto, ele não se importava muito porque este tinha sido temendo sua dissertação final ea quantidade de tempo a interagir com estranhos que teria implicado. Ironicamente, Russell tem agora um trabalho em que ele conhece pessoas novas em uma base diária. 

Como músico, Russell não emprega as típicas, obsoleto 'move rock' praticada por muitos de seus pares. Em vez disso, os olhos são atraídos para as mãos e seu vôo em cordas de sua guitarra. Seu desempenho é a personificação da música: carisma não chamativo, mas sim um showcase de habilidade e artesanato. Penteado distintivo de Russell, uma vez que o tema da crítica de língua afiada de seus colegas, agora é copiado em todo o mundo por aqueles ansiosos um desporto para "Bloc-cabeça '. Tendo um estilo facilmente reconhecível poderia inflar o ego de um músico, mas Russell continua a ser um vegetariano quieto que ansiosamente encerar poético sobre Suede, Radiohead ou The Smiths se for dada a oportunidade